# Poetae Comici Graeci
Poetae Comici Graeci (PCG) è il titolo di una raccolta di frammenti di opere dell'antica commedia greca, che è stata pubblicata dal 1983 da Rudolf Kassel e Colin Austin. Si tratta di un'opera, progettata in nove volumi, che ha sostituito, integrandole, le collezioni obsolete Fragmenta Comicorum Graecorum di Augustus Meineke (1839-1857), Comicorum Atticorum Fragmenta di Theodor Kock (1880-1888) e Comicorum Graecorum Fragmenta di Georg Kaibel (1899).
Al 2022 sono stati pubblicati otto volumi, in nove tomi, dalla casa editrice tedesca Walter de Gruyter GmbH. Il volume 6.2 (Menandro) è stato nominato dal Times Literary Supplement come uno dei libri internazionali dell'anno 1998.

## Volumi
- Volume 1: Comoedia Dorica, mimi, phlyaces, 2001, ISBN 3-11-016949-5
- Volume 2: Agathenor – Aristonymus, 1991, ISBN 3-11-012840-3
- Volume 3,2: Aristophanes. Testimonia et fragmenta, 1984, ISBN 978-3110098938
- Volume 4: Aristophon – Crobylus, 1983, ISBN 3-11-002405-5
- Volume 5: Damoxenus – Magnes, 1986, ISBN 3-11-010922-0
- Volume 6,1: Menander. Dyscolus et fabulae quarum fragmenta in papyris membranisque servata sunt, 2022, ISBN 9783110109238
- Volume 6,2: Menander. Testimonia et fragmenta apud scriptores servata, 1998, ISBN 3-11-015825-6
- Volume 7: Menecrates – Xenophon, 1989, ISBN 3-11-012035-6
- Volume 8: Adespota, 1995, ISBN 3-11-014534-0